# Никарагванска револуција
Никарагванска револуција (шп. Revolución Nicaragüense), позната и као Сандинистичка револуција (шп. Revolución Popular Sandinista) је била оружана побуна коју су током 1960-их подигли никарагвански левичари окупљени око Сандинистичког фронта. Главни циљ побуне је био свргавање са власти диктаторске породице Сомоза која је том земљом владала аутократски деценијама. У томе су и успели, те је Сомоза свргнут 1979. године, али новом репресијом становништва су изгубили популарност, чиме су 1981. изазвали побуну националистичких десничарских снага познатих као Контраши.

## Позадина
Након окупације Никарагве од стране Сједињених Држава 1912. године током Банана ратова, политичка династија породице Сомоза дошла је на власт и владала је Никарагвом од 1937. до њиховог свргавања 1979. током Никарагванске револуције. Династију Сомоза чинили су Анастасио Сомоза Гарсија, његов најстарији син Луис Сомоза Дебаиле и на крају Анастасио Сомоза Дебаиле. Еру владавине породице Сомоза карактерише растућа неједнакост и политичка корупција, снажна подршка САД-а влади и њеној војсци, као и ослањање на мултинационалне корпорације са седиштем у САД-у.

## Успон ФСЛН-а
Године 1961. Карлос Фонсела Амадор, Силвио Мајорга и Томас Борхе Мартинез основали су ФСЛН (Сандинистички национални ослободилачки фронт) са осталим студентским активистима на Универсидад Национал Аутонома де Никарагва (УНАН) у Манагви. За чланове осниваче ФСЛН-а ово није било прво искуство са политичким активизмом. Амадор, први генерални секретар организације, радио је са другима у новинама „широко критичним“ према владавини Сомозе под називом Сеговија.
Састојећи се од приближно 20 чланова током 1960-их, уз помоћ студената, организација је прикупила подршку сељака и антисомоза унутар никарагванског друштва, као и комунистичке кубанске владе, социјалистичке панамске владе Омара Торијоса и социјалиста венецуеланске владе Карлос Андрес Переза.
До 1970-их коалиција студената, фармера, предузећа, цркава и мали проценат марксиста била је довољно јака да покрене војне напоре против режима дугогодишњег диктатора Анастасија Сомозе Дебајла. ФСЛН се готово одмах усредсредио на герилску тактику, инспирисан кампањама Фидела Кастра и Че Геваре. Продирући на северну обалу Никарагве, кампања Рио Коко / Бокај-Раити углавном је била неуспех: „када су герилци наишли на Националну гарду, морали су да се повуку... са великим губицима.“ Даљње операције укључивале су разоран губитак у близини града Матагалпа, током којег је Мајорга убијен, што је Амадора довело до „дужег периода размишљања, самокритичности и идеолошке расправе." За то време ФСЛН је смањио нападе, уместо да се усредсредио на учвршћивање организације у целини.

## Рушење режима Сомозе
Седамдесетих година прошлог века ФСЛН је започео кампању отмица која је довела до националног препознавања групе у никарагванским медијима и учвршћивања групе као силе која је у супротности са режимом Сомозе. Режим Сомоза, који је укључивао Никарагванску националну гарду, силу коју је високо обучила америчка војска, прогласио је опсадно стање и наставио да користи мучење, вансудско убиство, застрашивање и цензуру штампе у борби против ФСЛН напада. То је довело до међународне осуде режима и администрација америчког председника Џимија Картера 1978. године која је укинула помоћ режиму Сомозе због кршења људских права (Боландов амандман). Као одговор, Сомоза је укинуо опсадно стање како би и даље добивао помоћ.
Дана 10. јануара 1978, уредник новина Манагва Ла Пренса и оснивач Уније за демократско ослобођење (УДЕЛ), Педро Хоакин Чаморо Карденал убијен је од стране осумњичених из режима Сомозе, а избили су нереди у главном граду Манагви, циљајући да сруше режим Сомозе. Након нереда, генерални штрајк 23. и 24. јануара захтевао је крај режима Сомозе и, према речима особља америчког Стејт департмента у америчкој амбасади, успео је да затвори око 80% предузећа не само у Манагви, већ и престонице провинција Леон, Гранада, Чинандега и Матагалпа.
Дана 22. августа 1978. ФСЛН је извео масовну операцију отмице. Предвођене Еденом Пастором, снаге Сандиниста заузеле су Националну палату док је законодавно тело заседало, узевши 2.000 талаца. Пастора је захтевао новац, пуштање затвореника Сандиниста и, „средство за објављивање Сандиниста." После два дана, влада се сложила да плати 500.000 долара и да пусти одређене затворенике, што је означило велику победу за ФСЛН. Побуне против државе наставиле су се док су Сандинисти добијали материјалну подршку од Венецуеле и Панаме. Даља подршка би потекла од Кубе у облику „саветовања у вези са оружјем и војском."
Почетком 1979. Организација америчких држава надзирала је преговоре између ФСЛН-а и владе. Међутим, ови су се сломили када је постало јасно да режим Сомозе није намеравао да дозволи одржавање демократских избора.
До јуна 1979, ФСЛН је контролисао сву земљу, осим главног града, а 17. јула председник Сомоза је поднео оставку и ФСЛН је ушао у Манагву, имајући пуну контролу над владом револуционарним покретима.

## Влада Сандиниста
Непосредно након пада режима Сомозе, Никарагва је углавном била у рушевинама. Земља је претрпела и ратну и, раније, природну катастрофу у разорном земљотресу у Никарагви 1972. године. 1979. приближно 600 000 Никарагваца били су бескућници, а 150 000 било избеглица или су били прогнани, од укупне популације од само 2,8 милиона.
Као одговор на ова питања, проглашено је ванредно стање. Председник Картер послао је помоћ од 99 милиона америчких долара. Земљиште и предузећа из режима Сомозе су експроприсана, стари судови су укинути, а радници организовани у одборе цивилне одбране. Нови режим је такође изјавио да су „избори непотребни“, што је, између осталих, довело до критика Католичке цркве.

## Економске реформе
Никарагванска револуција донела је огромно реструктурирање и реформе сва три сектора привреде, усмеравајући га ка систему мешовите економије. Највећи економски утицај имао је на примарни сектор, пољопривреду, у облику аграрне реформе, која није предложена као нешто што се може унапред планирати од почетка револуције, већ као процес који ће се прагматично развијати заједно са осталим промене (економске, политичке итд.) које би настале током периода револуције.
Свеукупне економске реформе требале су да спасу неефикасну и беспомоћну никарагванску економију. Као земља „трећег света“, Никарагва је имала и има економију засновану на пољопривреди, неразвијену и подложну протоку тржишних цена својих пољопривредних добара, попут кафе и памука. Револуција се суочила са руралном економијом која је заостала у технологији, а истовремено је опустошена герилским ратом и грађанским ратом који је ускоро уследио против контраша.
1985. године, Аграрна реформа поделила је сељаштву 950 km² (235.000 хектара) земље. То је представљало око 75 процената целокупне земље подељене сељацима од 1980. Према Пројекту, аграрна реформа имала је двоструку сврху, да повећа подршку влади међу кампусинима и гарантује обилну доставу хране у градове. Током 1985. одржане су церемоније широм села у којима је Данијел Ортега сваком сељаку давао земљу и пушку да је брани.

## Културна револуција
Никарагванска револуција донела је многа културна побољшања и развој. Без сумње, најважније је било планирање и спровођење Никарагванске кампање за описмењавање. Кампања описмењавања користила је средњошколце, студенте, наставнике као добровољне наставнике. У року од пет месеци смањили су укупну стопу неписмености са 50,3% на 12,9%. Као резултат тога, у септембру 1980. године, Унеско је Никарагви доделио награду „Надежда К. Крупскаја“ за успешну кампању описмењавања. Уследиле су кампање за описмењавање 1982, 1986, 1987, 1995 и 2000, које је такође наградио Унеско. Револуција је такође основала Министарство културе, једно од само три у Латинској Америци у то време, и успоставила је нови уређивачки бренд, назван Editorial Nueva Nicaragua, и на основу њега почела је да штампа јефтина издања основних књига које су Никарагвци ретко виђали. Такође је основала Институт за студије Сандинизма, где је штампала сва дела и радове Августа Ц. Сандина и оне који су такође цементирали идеологије ФСЛН-а, као што су Карлос Фонсека, Риардо Моралес Авилес и други. Кључни велики програми сандиниста добили су међународно признање за свој напредак у писмености, здравственој заштити, образовању, бризи о деци, синдикатима и земљишној реформи.

## Кршење људских права
Фондација Херитеџ, конзервативни амерички лист с блиским везама са Реагановом администрацијом, оптужила је сандинистичку владу за бројна кршења људских права, укључујући цензуру штампе и репресију над Мискитима и јеврејским становништвом у земљи.
Фондација Херитеџ такође је критиковала владу због лошегтретмана народа Мискито, наводећи да је преко 15.000 Мискита присиљено да се пресели, њихова села су уништена, а њихове убице унапређене, а не кажњене. Лос Анђелес Тајмс је такође приметио да су... Мискити почели да се активно супротстављају Сандинистима 1982. године када су власти убиле више од десетак Индијанаца, спалиле села, присилно регрутовале младиће у војску и покушале да преселе друге. Хиљаде Мискита је прешло преко реке Коко у Хондурас, и многи су узели оружје које су испоручиле САД како би се супротставили влади Никарагве." 
Херитеџ тврди да су, након доласка ФСЛН-а на власт, никарагвански Јевреји били мета дискриминације и суочени са физичким нападима, одузимањем имовине и произвољним хапшењима. Међутим, истраге које су спровеле Уједињене нације, Организација америчких држава и Пак Кристи између 1979. и 1983. оповргле су наводе о антисемитизму. Неким Јеврејима је имовина експроприсана због сарадње са режимом Сомозе, али не зато што су били Јевреји. Истакнута Сандиниста Херти Левитес, која је била министар туризма 1980-их и градоначелник Манагве 2000-их, била је јеврејског порекла.
Amnesty International такође је приметио бројна кршења људских права од стране сандинистичке владе. Међу оним што су пронашли јесте да су они тврдили да су цивили „нестали“ након њиховог хапшења, да су „грађанска и политичка права“ суспендована, да су притвореници ускраћени за поступак, мучење притвореника и „извештаји о убиству оних који су осумњичени да подржавају владине снаге контраша."

## Контра рат
Иако је Картерова администрација покушала да сарађује са ФСЛН-ом 1979. и 1980. године, десничарска Реганова администрација подржала је снажну антикомунистичку стратегију за бављење Латинском Америком, па је покушала изоловати Сандинистички режим. Већ 1980–1981, анти-сандинистички покрет, Контрареволуција или само Контрас, формирао се дуж границе са Хондурасом. Многи од почетних Контраша били су бивши припадници јединице Националне гарде режима Сомозе, а многи су и даље били одани Сомози, који је живео у изгнанству у Хондурасу.
Поред јединица Контраша које су и даље биле лојалне Сомози, ФСЛН је такође почео да се суочава са противљењем припадника етничких мањинских група које су насељавале удаљену Никарагву, регију Обала комараца дуж Карипског мора. Ове групе су захтевале већи удео самоопредељења и / или аутономије, али ФСЛН је то одбио да одобри и почео је да користи принудна премештања и оружану силу као одговор на ове притужбе.
По ступању на дужност у јануару 1981. године, Роналд Реган отказао је ширење економске помоћи Никарагви, и 6. августа 1981. године потписао је Одлуку о националној безбедности број 7, којом се одобрава производња и отпрема оружја у регион, али не и његово размештање.,. Дана 17. новембра 1981. године, председник Реган је потписао Директиву о националној безбедности 17, одобравајући прикривену подршку анти-сандинистичким снагама.
До 1982. године контрапке снаге започеле су извршење атентата на чланове владе Никарагве, а 1983. године контраши су започели велику офанзиву и ЦИА им је помагала да поставе мине у лукама Никарагве како би спречили долазак страних пошиљака оружја. Афера Иран-Контра из 1987. године поново је Реганову администрацију ставила у средиште тајне подршке контрашима.

## Избори 1984. године
Избори 1984. одржани су 4. новембра. Од 1.551.597 грађана регистрованих у јулу, гласало је 1.170.142 (75,41%). Ништавни гласови су били 6% од укупног броја. Међународни посматрачи прогласили су изборе слободним и поштеним, упркос томе што је Реганова администрација то прогласила „лажном совјетском преваром."На изборима је победио Данијел Ортега.

## Ескуипулас
Мировни споразум из Есквипуласа био је иницијатива средином 1980-их за решавање војних сукоба који су дуго година мучили Централну Америку, а у неким случајевима (нарочито Гватемалу) деценијама. Изграђен је на темељима које је поставила група Контадора од 1983. до 1985. Споразум је добио име за Есквипулас, Гватемала, где су се одржали иницијални састанци. Напоре за лобирање у америчком Конгресу помогао је један од најбољих лобиста Капитол Хила, Вилијам Ц. Чејси.
У мају 1986. године одржан је састанак Есквипулас, коме је присуствовало пет председника Централне Америке. Дана 15. фебруара 1987, председник Костарике, Оскар Аријас, поднео је Мировни план који је еволуирао од овог састанка. Током 1986. и 1987. успостављен је Есквипуласов процес, у којем су се шефови држава Централне Америке договорили о економској сарадњи и оквиру за мирно решавање сукоба. Споразум Ескуипулас 2 произашао је из њега и потписан је у Гватемали од стране петорице председника 7. августа 1987.
Есквипулас 2 дефинисао је низ мера за промоцију националног помирења, окончање непријатељстава, демократизацију, слободне изборе, укидање сваке помоћи нерегуларним снагама, преговоре о контроли наоружања и помоћ избеглицама. Такође је поставио основу за међународне поступке верификације и обезбедио временски распоред за спровођење.